# Grammisgalan 1991
Grammisgalan 1991 hölls på Berns salonger i Stockholm den 16 februari 1991, och gällde 1990 års prestationer.

## Priser
- Årets barn: Tomas Forssell Häjkån, mera bäjkån
- Årets dansband: Sven-Ingvars På begäran
- Årets folkmusik: Groupa Månskratt
- Årets instrumentalt: Fleshquartet Goodbye Sweden
- Årets jazz: Red Mitchell Declaration of Independence
- Årets musikvideo: Army of Lovers My Army of Lovers
- Årets popgrupp: Pontus & Amerikanerna Via satellit
- Årets kvinnliga pop/rockartist: Titiyo Titiyo
- Årets manliga pop/rockartist: Tomas Ledin Tillfälligheternas spel
- Årets rockgrupp: Freda Undan för undan
- Årets artist: Robert Broberg
- Årets kompositör: Anders Glenmark
- Årets nykomling: Magnus Johansson
- Årets producent: Kaj Erixon
- Årets textförfattare: Peter LeMarc
- Juryns hederspris: Anders Burman, musiker och producent
- Juryns specialpris: Per Lindvall, musiker
- Årets LP: Anders Glenmark Jag finns här för dig
- Årets låt: Tomas Ledin En del av mitt hjärta